# Hope Bagot
Hope Bagot est une paroisse civile et un hameau du Shropshire, en Angleterre.